# Katastrofický film

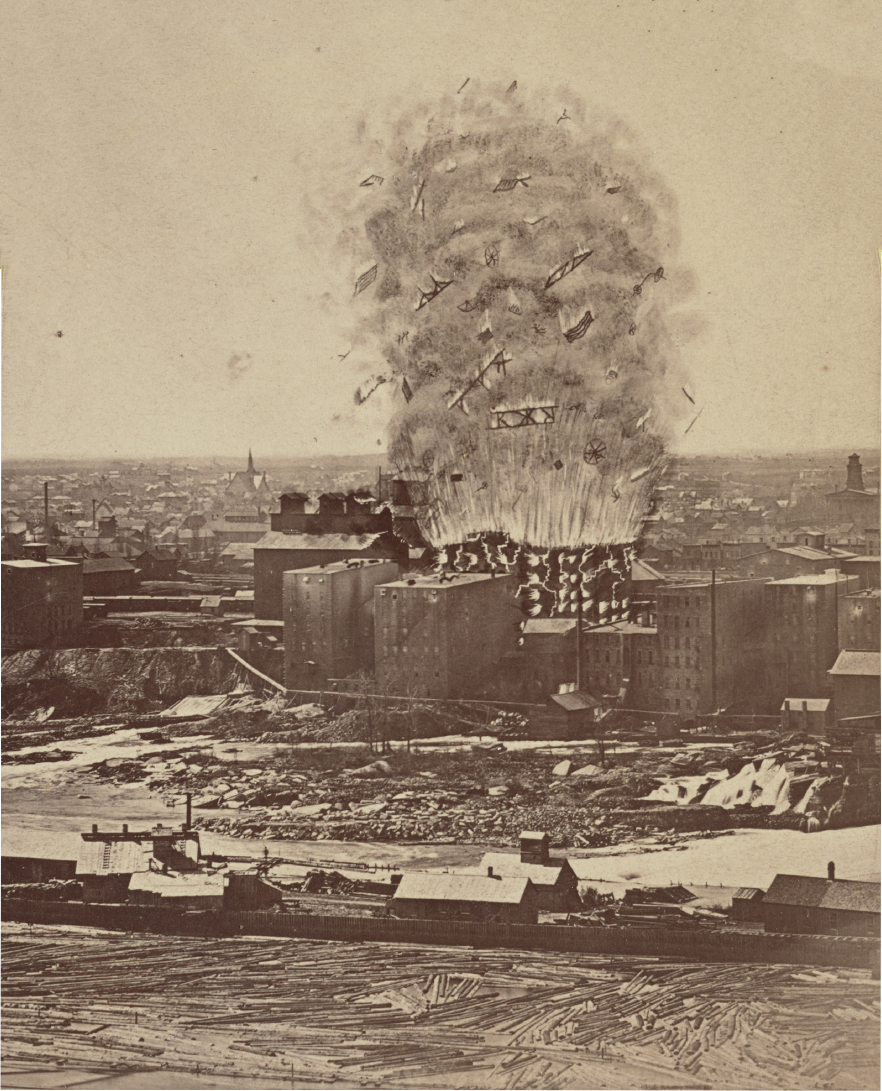

Katastrofický film je žánr filmu, jehož hlavním tématem je hrozící či probíhající katastrofa (např. velký požár, zemětřesení, ztroskotání lodi, srážka vesmírného tělesa se Zemí). Film má obvykle velkorysý rozpočet a rozsáhlé obsazení, obsahuje více dějových linií, v nichž se zaměřuje na postavy, které se snaží katastrofě uniknout, čelit jí nebo které se vyrovnávají s následky katastrofy. V průběhu filmu typicky umírají spousty vedlejších postav, někdy i některá z postav hlavních.
Tento filmový žánr je starý jako film sám. Jedním z prvních děl katastrofického zaměření byl film Oheň! (anglicky Fire!), který v roce 1901 natočil skotský tvůrce James Williamson. Katastrofické prvky se průběžně objevovaly i v další filmech, jako např. Intolerance z roku 1916, San Francisco (zemětřesení) a Ve starém Chicagu (požár). Vědeckofantastické filmy z 50. a 60. let 20. století běžně ve svém ději používaly různé katastrofické prvky. Příkladem může být film Když se srazily světy (anglicky When Worlds Collide) z roku 1951. 
Hollywoodskou zlatou érou katastrofického žánru jsou ale až 70. léta, kdy odstartovala roku 1970 uvedením filmu Letiště (anglicky Airport), natočeného podle stejnojmenné knižní předlohy Arthura Haileyho. Následovaly neméně úspěšné snímky jako Dobrodružství Poseidonu (1972), Skleněné peklo (1974) nebo Čelisti (1975). Vždy se jednalo o hvězdně obsazené velkorysé produkce, často na vrcholné technické úrovni své doby. Vyčerpání a jistý úpadek žánru nastal koncem dekády, kdy vznikla méně zdařilá pokračování jmenovaných snímků nebo relativní propadáky jako Roj (1978) a Když se čas naplnil (1980). V té době se také jako přirozená reakce začaly točit úspěšné parodie na katastrofický žánr, např. Připoutejte se, prosím! (1980).